# حبيل المصداف (حبيل جبر)

تعديل مصدري - تعديل

حبيل المصداف هي إحدى قرى عزلة حبيل جبر بمديرية حبيل جبر التابعة لمحافظة لحج، بلغ تعداد سكانها 24 نسمة حسب تعداد اليمن لعام 2004.